# Балакин, Василий Никитич
Василий Никитич Балакин (1920—1966) — капитан Рабоче-крестьянской Красной Армии, участник Великой Отечественной войны, Герой Советского Союза (1945).

## Биография
Василий Балакин родился 5 марта 1920 года в городе Чугуев (ныне — Харьковская область Украины) в рабочей семье. В 1938 году окончил лесотехнический техникум. В 1940 году был призван на службу в Рабоче-крестьянскую Красную Армию. С 1941 года — на фронтах Великой Отечественной войны. В 1944 году вступил в ВКП(б). К августу 1944 года гвардии лейтенант Балакин был исполняющим обязанности командира роты 67-го гвардейского отдельного сапёрного батальона 57-й гвардейской стрелковой дивизии 8-й гвардейской армии 1-го Белорусского фронта. Отличился во время освобождения Польши.
1 августа 1944 года, командуя расчётом парома, Балакин высадил 120 десантников на занятый противником берег реки Вислы в районе города Магнушев. Всего же в тот день рота под командованием Балакина переправила через Вислу два стрелковых батальона и боевую технику.
Указом Президиума Верховного Совета СССР от 24 марта 1945 года Василий Балакин был удостоен высокого звания Героя Советского Союза с вручением ордена Ленина и медали «Золотая Звезда».
После окончания войны в звании капитана Балакин был уволен в запас. Проживал и работал в городе Коростышев Житомирской области Украинской ССР. Умер 30 апреля 1966 года.

## Награды и звания
- Герой Советского Союза.Указ Президиума Верховного Совета СССР от 24 марта 1945 года:
  - Орден Ленина,
  - Медаль «Золотая Звезда» № 8905.
- Орден Красного Знамени.Приказ Военного совета 8 гвардейской армии № 755/н от 16 июня 1945 года.
- Орден Отечественной войны I степени.Приказ командира 4 гвардейского стрелкового корпуса № 0143/н от 25 февраля 1945 года.
- Орден Отечественной войны II степени.Приказ командира 4 гвардейского стрелкового корпуса № 093/н от 28 июня 1944 года.
- Орден Красной Звезды.Приказ командира 57 гвардейской стрелковой дивизии № 052 от 22 апреля 1944 года.
- Медаль "За оборону Сталинграда". Указ Президиума Верховного Совета СССР от 22 декабря 1942 года.
- Медали СССР. name="бвн" />.